# Novo Selo Palanječko
Novo Selo Palanječko falu Horvátországban, Sziszek-Monoszló megyében. Közigazgatásilag Sziszekhez tartozik.

## Fekvése
Sziszek belvárosától 5 km-re északkeletre, a Száva bal partjának közelében, a 36-os számú főút mentén fekszik.

## Története
A település neve 1774-ben tűnik fel először „Novo Szelczij Dorf” alakban. Valószínűleg 18. században telepítették be. 1773-ban az első katonai felmérés térképén ilyen néven még nem szerepel, a helyén csak kisebb házcsoportok láthatók. A falunak 1857-ben 24, 1910-ben 81 lakosa volt.
A 20. század első éveiben a kilátástalan gazdasági helyzet miatt sokan vándoroltak ki a tengerentúlra. 1918-ban az új szerb-horvát-szlovén állam, majd később Jugoszlávia része lett. A második világháború idején a Független Horvát Állam része volt. A háború után a béke időszaka köszöntött a településre. Enyhült a szegénység és sok ember talált munkát a közeli városban. A falu 1991. június 25-én a független Horvátország része lett. 2011-ben 519 lakosa volt.

## Népesség
| Lakosság változása | Lakosság változása | Lakosság változása | Lakosság változása | Lakosság változása | Lakosság változása | Lakosság változása | Lakosság változása | Lakosság változása | Lakosság változása | Lakosság változása | Lakosság változása | Lakosság változása | Lakosság változása | Lakosság változása | Lakosság változása |
| ------------------ | ------------------ | ------------------ | ------------------ | ------------------ | ------------------ | ------------------ | ------------------ | ------------------ | ------------------ | ------------------ | ------------------ | ------------------ | ------------------ | ------------------ | ------------------ |
| 1857               | 1869               | 1880               | 1890               | 1900               | 1910               | 1921               | 1931               | 1948               | 1953               | 1961               | 1971               | 1981               | 1991               | 2001               | 2011               |
| 24                 | 44                 | 47                 | 54                 | 94                 | 81                 | 69                 | 83                 | 77                 | 136                | 198                | 291                | 487                | 585                | 548                | 519                |